# NRK Møre og Romsdal
NRK Møre og Romsdal — норвежский региональный телевизионный канал Норвежской вещательной корпорации, вещающий на территории норвежской губернии Мёре-ог-Ромсдал. Центр вещания — город Олесунн. Городские отделения есть в городах Молде и Кристиансунн.

## Некоторые программы
- Program riks Ålesund
- Der ingen skulle tru at nokon kunne bu